# بهادر يار جنغ
بهادر يار جنغ (3 فبراير 1905، حيدر آباد - 25 يونيو 1944) ( (بالأردوية: بہادر یار جنگ)‏ هو زعيم هندي مسلم في ولاية حيدر أباد الأميرية في الهند البريطانية أسس فروع حركة الخاكسار في حيدر آباد وكان معروفًا بالوعظ الديني القوي. وفي عام 1938 انتُخب رئيسًا لمجلس اتحاد مسلمي الهند، وهو المنصب الذي خدم فيه حتى وفاته.

## مسيرته

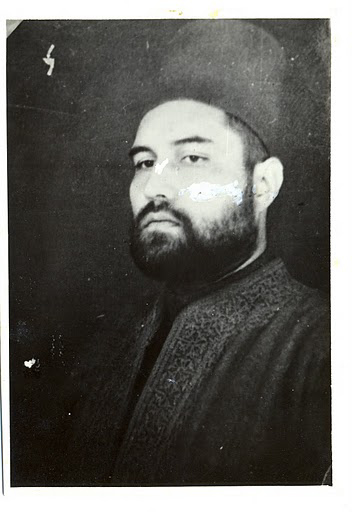
صورة غير مؤرخة لبهادر يار جنغ.

أراد بهادر يار جنغ أن تكون دولته الأميرية حيدر آباد منفصلة عن بقية الهند كدولة إسلامية مسلمة تعمل بالشريعة الإسلامية، ولذلك قاد منظمة تسمى مجلس اتحاد مسلمي الهند لنشر الإسلام. وكان صديقًا ومساعدًا لمحمد إقبال ومحمد علي جناح، وكان من قادة الحركة الباكستانية، وفي عام 1926 انتخب بهادر يار جنغ رئيسًا لجمعية المهدوية. ودعا إلى التعايش السلمي مع الهنود لكن مع الاستقلال عن الهند البريطانية. لذا فقد دعم بقوة رابطة مسلمي عموم الهند وحركة باكستان. ارتبط ارتباطًا وثيقًا بكل من إقبال ومحمد علي جناح. كان مؤلفًا ومسلمًا مخلصًا.
كان لديه مهارات خطابية، فكان يخطب في المسلمين ويحفزهم على النضال من أجل الاستقلال عن الهند البريطانية. وفي 26 ديسمبر 1943 ألقى كلمة مهمة في مؤتمر رابطة مسلمي عموم الهند، شدد فيه على النضال من أجل دولة إسلامية مستقلة، ثم تحدث عن تأسيس باكستان، وقال:
«أيها المسلمون! إن القرارات التي تُتخذ تحت الضغط لا تستمر طويلًا. اليوم لسنا بحاجة إلى شجرة مزدهرة أو فاكهة حلوة المذاق، بل إننا بحاجة إلى روث ناعم يذوب في التربة ويقوِّي الجذور؛ ليتحد مع الماء والتربة ويُخرج الأزهار الجميلة. بالرغم من تدميره لنفسه إلا إنه سيترك رائحته وطعمه في الأزهار. نحن لسنا في الوقت الحاضر بحاجة إلى للجنات والمباني الجميلة، بل بحاجة لأحجار الأساس والتربة لجعل المبنى يقف عليها بقوة.»

## وصلات خارجية
- السيرة الذاتية